# 韓萬言
韓萬言（？—？），江西上元人，清朝政治人物。府经历出身。

## 生平
乾隆二十年署，擔任廣東廣州府永安縣知縣（現紫金縣知縣）。后由金廷烈接任。